# Spring Heel Jack

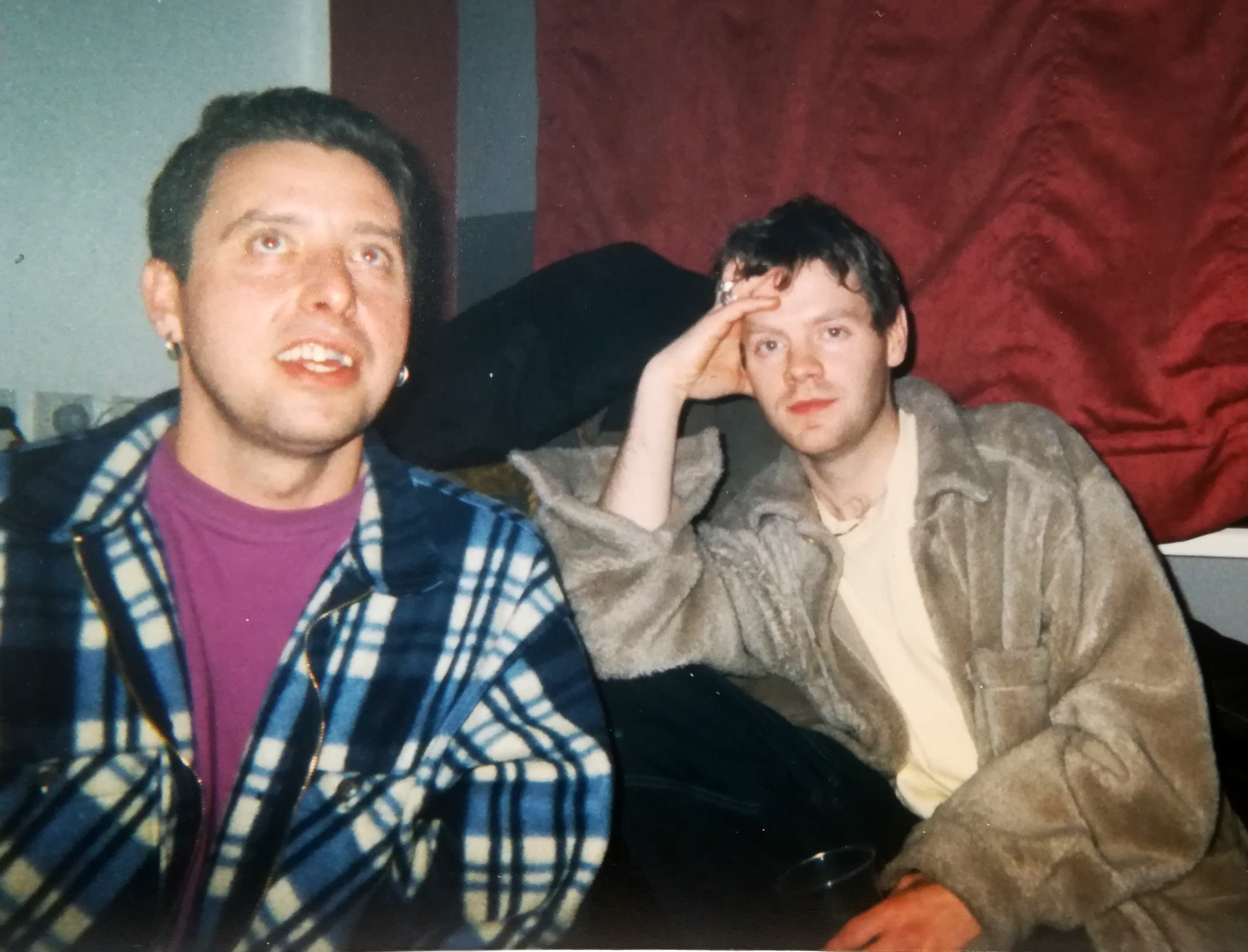
Spring Heel Jack.

Spring Heel Jack est un groupe de musique électronique britannique. Il a été fondé en 1993 à Londres par John Coxon et Ashley Wales. Après avoir exploré le drum and bass et la jungle à ses débuts, le groupe s’est orienté vers l’improvisation libre et le free jazz. Ils ont joué avec Evan Parker, Tim Berne, Matthew Shipp, John Surman, Han Bennink, Wadada Leo Smith, Kenny Wheeler.
En 2006, Coxon et Wales ont fondé leur propre label, Treader.

## Discographie
- There Are Strings (1995)
- 68 Million Shades... (1996)
- Versions (1996)
- Busy, Curious, Thirsty (1997)
- Treader (1999)
- Oddities (2000)
- Disappeared (2000)
- Masses (2001)
- Amassed (2002)
- Live (2003)
- The Sweetness of the Water (2004)
- Songs and Themes (2008)
- Live in Antwerp (2014) avec Pat Thomas, Alex Ward, Paul Lytton
- Hackney Road (2018) SHJ et Wadada Leo Smith avec Pat Thomas et Steve Noble